# Fernand Toussaint
Ne doit pas être confondu avec Fernand Victor Toussaint van Boelaere ou Fritz Toussaint.
Pour les articles homonymes, voir Toussaint (homonymie).
Fernand Toussaint, né à Bruxelles le 17 mars 1873 et mort à Ixelles le 31 juillet 1956, est un artiste peintre belge qui, outre ses peintures de fleurs, de marines et d'affiches, est apprécié pour ses portraits mondains pleins d'élégance.
Il est, selon Mario de Marchi, le « maître incontesté de la grâce et du charme de la femme ».

## Biographie
Fernand Toussaint fut l'élève de Jean-François Portaels et étudia à l'Académie royale des beaux-arts de Bruxelles. Il poursuivit ensuite sa formation à Paris auprès d'Alfred Stevens. Peintre de figures, il expérimente diverses techniques : portrait, nu, scène de genre, intérieur avec figures, paysage, marine, nature morte et fleur ; il est aussi aquarelliste, dessinateur et lithographe. 
Élevé dans un milieu aisé et cultivé, où l'on comprit tôt qu'il convenait d'encourager son jeune talent, Toussaint devint l'élève de Portaels à l'âge de quinze ans. À dix-huit ans, il partit à Paris où il acheva ses études. Les maîtres du portrait féminin le séduisirent. Il demeura toujours sous leur influence. Artiste aux goûts aristocratiques et raffinés, il brilla également comme peintre de fleurs. 
En 1929 la grande revue parisienne L'Illustration consacra un numéro spécial au Salon de Paris. Celui-ci avait décerné une médaille d'or à Fernand Toussaint pour un portrait de femme. Il fut également attiré par Londres, ébloui par les artistes anglais tels que George Romney et Thomas Gainsborough.
Sa renommée est mondiale[réf. nécessaire]. Ses tableaux se trouvent dans les plus grandes collections privées et dans différents musées (Anvers, Arlon, Ixelles, etc.).
Il participa au mouvement La Libre Esthétique et créa des affiches de style Art nouveau : Le Sillon fut reproduite dans Les Maîtres de l'affiche (1895-1900).

## Collections publiques
- Arlon, Musée Gaspar, collection de l'Institut archéologique du Luxembourg[3]